# Tony DeFrancesco
Anthony John DeFrancesco (né le 24 avril 1963 dans le Bronx, New York, États-Unis) est un entraîneur de baseball qui est manager par intérim des Astros de Houston durant la saison 2012 de la Ligue majeure.
 

## Carrière
Tony DeFrancesco est un receveur de baseball qui joue en ligues mineures de 1984 à 1992 dans les réseaux de filiales des Red Sox de Boston et des Reds de Cincinnati, sans atteindre le niveau majeur.
Pendant 16 ans, de 1994 à 2010, il est  manager au niveau mineur pour des clubs affiliés aux Athletics d'Oakland de la MLB. Il dirige les AZL Athletics (niveau recrue) de la Ligue d'Arizona en 1994, les A's de Southern Oregon (niveau A (saison courte)) en 1995 et 1996 dans la Ligue Northwest, les Oaks de Visalia (A-Advanced) de la California League en 1997-1998, les RockHounds de Midland (Double-A) de la Ligue du Texas de 1999 à 2002, puis pendant sept saisons, de 2003 à 2007 puis en 2009 et 2010, les Rivers Cats de Sacramento (Triple-A) dans la Ligue de la côte du Pacifique. Son séjour à la barre du club de Sacramento est entrecoupé d'une saison dans le baseball majeur comme instructeur au troisième but des Athletics d'Oakland en 2008. Sa fiche victoires-défaites avec Sacramento est de 578-429. Il mène les River Cats à six titres de division et au championnat de la Ligue de la côte du Pacifique en 2003, 2004, 2007 et 2008. Il est nommé gérant de l'année dans cette ligue en 2003 et Sporting News le nomme meilleur manager de toutes les ligues mineures la même saison.
DeFrancesco se joint à l'organisation des Astros de Houston et prend les commandes de leur club-école de niveau Triple-A, les RedHawks d'Oklahoma City de la Ligue de la côte du Pacifique, au début de la saison 2011. Il dirige aussi l'équipe en 2012.
Le 19 août 2012, Tony DeFrancesco est promu pour la première fois gérant au niveau majeur alors qu'il remplace Brad Mills, congédié la veille, chez les Astros de Houston. Il hérite du club qui détient la dernière place sur 30 équipes dans les Ligues majeures, avec seulement 39 victoires et 82 défaites. Il est nommé sur une base intérimaire et est la 16e personne à occuper ce poste dans les 51 années de la franchise. Accueilli par quatre défaites, il remporte sa première victoire à la barre des Astros le 24 août contre les Mets de New York. Houston remporte 16 victoires et subit 25 défaites avec DeFrancesco à la barre et le club termine dernier de la ligue avec 107 défaites, la pire performance de l'histoire de l'équipe. Quelques jours avant la fin de la campagne, les Astros annoncent que Bo Porter dirigera l'équipe en 2013. Le rôle futur réservé à DeFrancesco, qui était candidat au poste permanent, est inconnu en date d'octobre 2012.